# Mercedes Garberi
Mercedes Garberi (Pavia, 1927 – Milano, 2007) è stata una storica dell'arte e direttrice artistica italiana.
Ha diretto le Civiche Raccolte d’Arte di Milano dal 1972 al 1992.

## Formazione
Mercedes Garberi, dopo aver completato gli studi classici, conseguì una laurea in Lettere con specializzazione in Critica d'Arte presso l'Università degli Studi di Milano (a. a. 1950-1951), discutendo con Paolo D'Ancona (Pisa 1878-Milano 1964) una tesi intitolata Il metodo critico di Bernhard Berenson.
Intorno al 1960 si dedicò più sistematicamente agli studi di settore su prestigiose riviste specializzate.
La Garberi coltivò fin dagli anni universitari un rapporto di stima e amicizia con Antonio Morassi (Goriza 1893-Milano 1976). Morassi ebbe insegnò alla giovane studiosa la tecnica dell'expertise e, come lui stesso ricorda, tra i molti studenti universitari di Milano e di Pavia, Mercedes Garberi fu la più appassionata dell'arte del Tiepolo. Insieme realizzarono il primo catalogo generale dell'artista veneziano.
Un altro aspetto importante che la Garberi ereditò da Morassi fu la sensibilità per la tutela nel patrimonio culturale come bene pubblico. Va ricordato che Antonio Morassi fu una figura cruciale per le istituzioni nel nord Italia, oltre ad insegnare nelle Università di Milano e Pavia, ebbe l'incarico di sovrintendente per le Province di Trieste, Trento, Milano (città in cui fu anche direttore della Pinacoteca di Brera) e Genova. È la stessa dottoressa a ricordarlo nell'anno della sua scomparsa con queste parole:
«La scomparsa di un amico colpisce sempre profondamente, ma quando l'amico ci è stato anche maestro e per tanti anni gli si è vissuto accanto con dimestichezza quasi quotidiana, la scomparsa diventa perdita dolorosa, confine e fine di un capitolo che ha segnato nella nostra vita una parte importante. […] Il profilo di Antonio Morassi non sarebbe completo […] se nella sua fisionomia di studioso non si associasse quella di ‘combattente’ nel campo dell'Amministrazione statale delle Belle Arti […] dove profuse una carica inesauribile nell'attività di ricerca, restauro, interventi tempestivi di salvataggio del nostro patrimonio artistico e nella promozione di mostre memorabili.»

## Attività di conservatrice
Nel 1965 Mercedes Garberi vinse il concorso per divenire conservatore delle Civiche Raccolte d’Arte di Milano e fin dall'inizio la sua attività di ricerca sul patrimonio pubblico fu pronta e meticolosa. Il primo studio su alcuni dipinti del Cinquecento e Settecento conservati nei depositi del Castello Sforzesco portò alla luce un tesoro fino ad allora inedito, così come gli altri studi sull'arte del Settecento .
In questi anni il lavoro sulle collezioni milanesi generò anche quattro importanti mostre rispettivamente su dei disegni veneziani del Settecento, su Andrea Appiani e due sui restauri di alcuni dipinti della Pinacoteca di Brera.

## Direzione delle Civiche Raccolte d'Arte
Nel 1972 Mercedes Garberi assunse la direzione delle Civiche Raccolte d’Arte e, in un ventennio esatto della sua attività di conservazione, valorizzazione e promozione del patrimonio e delle strutture, ne cambiò radicalmente l'aspetto e il funzionamento. Non bisogna dimenticare che in quegli anni le Civiche Raccolte erano un nucleo unico che spaziava dall'arte medievale all'arte contemporanea.
Fondamentale per la definizione di un nuovo approccio metodologico fu la collaborazione con lo Studio Albini-Helg-Piva. Uno degli aspetti che maggiormente la Garberi tenne ad approfondire fu quello della comunanza d'intenti tra museologo (direttore di un museo, studioso di storia dell'arte) e museografo (architetto esperto in allestimenti per l'arte).

## Organizzazione, ristrutturazione, potenziamento e sviluppo dei vari settori museali

### Castello Sforzesco
Il nuovo Gabinetto dei Disegni (1972) permise uno scrupoloso lavoro di inventariazione e catalogazione di gran parte dei disegni conservati nei depositi e fino ad allora mai studiati.
La finalità era quella di divulgare tra pubblico e studiosi un patrimonio grafico quanto mai vasto e interessante.
Successivamente, nel 1978, venne proposto un ampliamento degli spazi destinati a conservare ed esporre altri materiali di grafica, che come è noto necessitano di misure conservative particolarissime dato il facile deterioramento del materiale cartaceo; il progetto, sempre dello Studio Albini-Helg-Piva, venne autorizzato dalla Soprintendenza e ricevette una proposta di finanziamenti da parte della Regione Lombardia, ma non venne realizzato per ostacoli di natura burocratica.
La Pinacoteca del Castello Sforzesco venne riorganizzata con un allestimento dello Studio Albini-Helg-Piva nel 1980 per mettere in maggiore evidenza la conformazione delle collezioni basata sull'arte lombarda e la ritrattistica.
Nel 1988 venne aperto un nuovo spazio museale intitolato La memoria della città situato nei sotterranei viscontei e atto ad ospitare oltre un centinaio di reperti lapidei.

### Villa Reale Belgiojoso Bonaparte
La Villa Reale Belgiojoso Bonaparte, edificio in stile Neoclassico disegnato dall'architetto Leopoldo Pollack, venne adibito a Galleria d’Arte Moderna già nel 1921 per ospitare le Collezioni dell'Ottocento formatesi con l'iniziale lascito Marchesi-Fogliani e incrementate nel corso degli anni. Nel 1956 venne incrementato con la Collezione Grassi con un allestimento dell'architetto Ignazio Gardella nel secondo piano.
Durante gli anni della direzione di Mercedes Garberi fu concesso il deposito decennale (1973-1983) del Museo Marino Marini, successivamente trasformatosi in una donazione (nuovo allestimento del 1984, Studio Albini-Helg-Piva). La Galleria d'Arte Moderna fu oggetto di restauri tra il 1984 e il 1988. Nel 1985 l'ala nord-est venne adibita a spazio per l'esposizione permanente della Collezione Vismara (donazione 1975) e nel 1988 venne data una nuova sistemazione anche alla Collezione Grassi.

### Padiglione d’Arte Contemporanea
Il Padiglione d’Arte Contemporanea, edificio, realizzato tra il 1949 e il 1954 dall'architetto Ignazio Gardella, è situato nelle ex scuderie della Villa Reale e ospitava originariamente le collezioni d'arte contemporanea. Tuttavia questa sede mancava di un'identità forte e non era sufficientemente ampia per ospitare le collezioni di arte contemporanea in continuo accrescimento. Fu la stessa Garberi a chiudere il Padiglione nel 1973 per permettere le ristrutturazioni e gli adeguamenti alle normative per la conservazione (aerazione, luce, sicurezza). Dalla sua riapertura nel 1979, nel corso di poco più di dieci anni vennero ospitate nella nuova sede espositiva circa 200 attività tra mostre temporanee, concerti, letture, conferenze, proiezioni di film.

### Palazzo Reale
Per il Palazzo Reale il progetto, partito nel 1978, si ispirava a quello del Centre Pompidou di Parigi e prevedeva la realizzazione di un museo permanente, una sede espositiva, un centro ricerche, una foresteria per studiosi, una biblioteca, un archivio e una serie di altre strutture accessorie al museo. L'iniziativa divenne terreno di scontri tra il potere politico e Mercedes Garberi al punto che la sezione dedicata alla collezione permanente, che doveva originariamente essere collocata negli ampi saloni del piano nobile trovò posto al ben più modesto secondo piano.
Ciononostante grazie a un vero e proprio atto di forza di Mercedes Garberi nei contronti dell'amministrazione e a un raffinato allestimento dell'architetto Antonio Piva, nel 1984, con un budget ridotto, fu possibile aprire al pubblico il primo museo di Milano dedicato all'arte più recente: il CiMAC (Civico Museo d'Arte Contemporanea). Il museo non ebbe vita facile tanto che pochissimi cittadini milanesi ne hanno ricordo e fu chiuso qualche anno dopo che la Garberi andò in pensione nel 1998.
Il CiMAC conservava la maggior parte delle opere che oggi sono esposte al Museo del Novecento, veri e propri capolavori di Umberto Boccioni, Giacomo Balla, Carlo Carrà, Mario Sironi, Giorgio De Chirico, Giorgio Morandi, Lucio Fontana, Fausto Melotti, Carla Accardi, Piero Dorazio, Tancredi, Giuseppe Capogrossi, Piero Manzoni, Dadamaino, Enrico Castellani, Gastone Novelli, Achille Perilli, Rodolfo Aricò, Claudio Olivieri, Marco Gastini, Mario Merz, Michelangelo Pistoletto, Paolo Icaro e tanti altri.

## Collezionismo pubblico
Un altro aspetto fortemente innovativo che promosse Mercedes Garberi fu quello delle acquisizioni. Infatti è tramite questa attività che i musei si completano e si arricchiscono di nuovi materiali, rimanendo testimoni vivi del tempo e nel tempo. Queste possono avvenire tramite vere e proprie acquisizioni di opere oppure tramite donazioni. Per quanto riguarda le prime le opere più significative entrate a far parte delle Civiche Raccolte d'Arte durante la direzione Garberi furono il Polittico di Bosto di Francesco de Tatti (1517ca), l'Apoteosi di San Sebasiano e le Tentazioni di Sant'Antonio di Sebastiano Ricci (1695ca), il Cristo in pietà di Bramantino, il Monumento funebre a Gaston de Foix del Bambaja, disegni di Gaetano Previati, Amedeo Modigliani, Gastone Novelli, e veri e propri capolavori di Osvaldo Licini, Enrico Prampolini, Tancredi, Piero Dorazio, Gastone Novelli, Giuseppe Capogrossi, Achille Perilli, Alberto Burri, Giulio Turcato, Pietro Cascella, Arnaldo Pomodoro, Mario Schifano, Vincenzo Agnetti, Giulio Paolini, Alighiero Boetti, Mario Nigro, Dadamaino, Enrico Castellani, Gianni Colombo, Rodolfo Aricò, Claudio Olivieri, Giorgio Griffa, Marco Gastini, Valentino Vago, Claudio Verna, Salvatore Scarpitta, Angelo Savelli, Giuseppe Spagnulo, Nanni Valentini, Pietro Coletta, Paolo Icaro, Claudio Parmiggiani, Emilio Tadini, Valerio Adami, Concetto Pozzati, Mario Merz, Jannis Kounellis, Mimmo Rotella, Lucio Del Pezzo, Gianfranco Pardi, Giuseppe Uncini, Gilberto Zorio, Mimmo Paladino, Franco Angeli, Piero Gilardi, Emilio Isgrò, Michelangelo Pistoletto, Massimo Nannucci, Antonio Trotta, Carlo Maria Mariani, Salvo, Luigi Ontani, Enzo Cucchi, Gino De Dominicis.
Per quanto riguarda le donazioni invece le più importanti furono quelle dei coniugi Antonio Boschi e Marieda Di Stefano (opere di Ardengo Soffici, Gherardo Dottori, Achille Funi, Pietro Marussig, Felice Casorati, Arturo Tosi, Mario Sironi, Filippo de Pisis, Renato Birolli, Renato Guttuso, Ennio Morlotti, Mario Mafai, Giorgio De Chirico, Alberto Savinio, Massimo Campigli, Atanasio Soldati, Francesco De Rocchi, Umberto Lilloni, Arturo Martini, Aligi Sassu, Giorgio Morandi, Lucio Fontana, Roberto Crippa, Alfredo Chigine, Piero Manzoni), di Marino Marini, di Fausto Melotti, di Giuseppe Vismara (opere di Jean-Édouard Vuillard, Raoul Dufy, Pierre-Auguste Renoir, Henri Matisse, Georges Rouault, Pablo Picasso, Gino Rossi, Virgilio Guidi, Massimo Campigli, Giorgio Morandi, Filippo de Pisis, Mario Sironi, Arturo Martini), di Augusto Ciranna (illustrazioni di Pablo Picasso per l'Histoire naturelle di Buffon).

## Riconoscimenti
Nel 2017 il Comune di Milano ha deciso che il suo nome venga iscritto nel Pantheon di Milano, all'interno del Cimitero Monumentale.